# Trần Hưng Quang
Trần Hưng Quang hay còn gọi là gọi là cụ Quang "Ốc" (1926 – 2014) là một võ sư và nghệ sĩ ưu tú người Việt Nam, ông là chưởng môn đời thứ năm của môn phái võ thuật Bình Định gia. Ông còn là nghệ sĩ ưu tú hát tuồng với vai diễn "Ốc" trong vở tuồng Nghêu Sò Ốc Hến. Trần Hưng Quang là một trong những huyền thoại của võ Việt, ông còn được gọi là đại võ sư hay võ sư huyền thoại, là người đã đưa võ cổ truyền Bình Định Bắc tiến thành công.

## Sự nghiệp

### Nghiệp võ
Trần Hưng Quang quê gốc ở huyện Phù Cát, tỉnh Bình Định. Từ khi mới lên 10, võ sư Quang đã được cha mình truyền thụ võ nghệ. Đến năm 13 tuổi, với tư chất lanh lẹ, tinh túy của phái võ gia truyền đã được ông cơ bản lĩnh hội. Năm 14 tuổi, sau khi hết bí kíp để truyền cho ông, cha ông bắt đầu tìm thầy để mở rộng khả năng cho con mình. Gần chục năm ròng, hễ thầy nào có tiếng ở Bình Định là cha ông đều dắt ông tới học. Chỉ một vài năm, thậm chí vài tháng ông lại lên đường đi tìm thầy mới.
Tuy tạng người nhỏ bé, nhưng võ sư Quang vẫn mải mê đi đánh võ đài. Nhiều lần thượng đài nào ông cũng thắng. Có những trận đấu giữa ông và nhiều võ sĩ nổi tiếng tại đây. Không chỉ giỏi về quyền cước, võ sư Quang còn nổi tiếng với những cú đánh bằng cùi chỏ và đầu. Những cú đánh bằng cùi chỏ và đầu của ông đều nhanh và mạnh như nồi đồng cối đá bay nên rất ít đối thủ nào chịu hết hiệp thứ hai. Một trong những trận đấu quan trọng là trận đấu giữa võ sỹ Trần Hưng Quang và một võ sỹ Đào Duy Hạ. Trong sự cổ vũ của hàng trăm người, hai đại võ sư thi nhau tung quyền cước nhanh tới mức không phân biệt nổi đâu là võ sư Quang, đâu là võ sư Hạ. Trận đấu kết thúc với tỷ số hòa.
Một trong những đòn thế nổi tiếng của võ sư Trần Hưng Quang là "thiết đầu công". Chuyện rằng, một lần, võ sư Trần Hưng Quang ra ga Hà Nội để trở về Bình Định, ra tới nơi tàu đã lăn bánh. Vậy là võ sư Trần Hưng Quang hai tay cắp hai con nhỏ, vai đeo túi đuổi theo đoàn tàu thì thấy cửa đóng. Ông dùng "thiết đầu công" húc bung cửa sắt toa tàu rồi leo lên. Một trong những bí kíp của Bình Định Gia là Linh Giác Công, khi biểu diễn Linh giác, quả cam, táo hay chuối lên đầu người biểu diễn, võ sư bịt kín mắt cầm kiếm chém tới bằng giác quan và khả năng phán đoán và nhát chém chỉ làm bay lìa quả cam, chuối. Ngoài ra, còn bài túy quyền lừng danh của ông.
Năm 1980, tuy đã về hưu nhưng ông luôn ủng hộ việc mở lớp để truyền bá võ công của phái Bình Định Gia. Ông mang môn võ gia truyền của mình biểu diễn trong một Liên hoan võ thuật tại Hà Nội vào đầu những năm 80. ông Hoàng Vĩnh Giang đề nghị ông ra Hà Nội truyền bá Bình Định Gia. Cùng với các con trai của mình, đặc biệt là cố võ sư Trần Hưng Hiệp, Bình Định Gia đã có thời phát triển rộng ở Hà Nội với nhiều môn sinh. Với sự dẫn dắt của ông, môn phái Bình Định Gia đã 28/29 lần đạt giải nhất trong các Giải thi đấu và biểu diễn võ thuật cổ truyền Hà Nội mở rộng.
Năm 1982, được sự đồng ý của các trưởng lão trong gia tộc, võ sư Trần Hưng Quang đã bắt đầu truyền thụ võ công cho các đệ tử bên ngoài. Cái nôi đào tạo võ sinh đầu tiên của Bình Định Gia là trường Việt Nam – An-giê-ri tại phường Thanh Xuân Bắc, quận Thanh Xuân, Hà Nội. Chỉ trong khoảng thời gian 5 năm, dưới sự chỉ đạo của võ sư trưởng môn Trần Hưng Quang, chấp trưởng môn Trần Hưng Hiệp đã phát triển môn phái Bình Định Gia phát triển hầu hết các tỉnh phía Bắc. Đến năm 1995, số lượng môn sinh của môn phái đã lên tới hàng vạn người. Ngoài sự lớn mạnh về số lượng, Bình Định Gia còn là tượng đài bất khả chiến bại. Đây cũng là nơi nuôi hoài bão lớn cho nhiều thế hệ võ sư tên tuổi như: Trung, Lạc, Thành, Toàn, Dũng, Phương, Tuấn...

### Nghệ thuật
Biệt danh "Ốc" xuất phát từ vai diễn để đời của võ sư Trần Hưng Quang trong "Nghêu - Sò - Ốc - Hến". Trong vai diễn "Ốc" chất "tuồng" trong con người võ sư Trần Hưng Quang đã mang đến cho khán giả hình tượng một anh chàng Ốc nghèo tới mức phải đi ăn trộm. Vượt lên sự gian trá là sự thông minh, hóm hỉnh, lanh lợi của diễn viên tuồng - võ sư Trần Hưng Quang. Cùng với những đóng góp của võ sư khi là Trưởng đoàn tuồng khu V, Nhà hát tuồng Đào Tấn (Quy Nhơn - Nghĩa Bình nay là Bình Định) và vai Ốc khiến võ sư nhận danh hiệu NSƯT.
Ông yêu và lấy bà Nguyễn Thị Sơn (còn được gọi với cái tên thân mật "bà Ốc"), hai ông bà sinh được 5 người con, 3 trai, 2 gái. Cả năm người con thì chỉ duy nhất có một người theo nghiệp võ là anh Trần Hưng Hiệp, người con thứ hai của ông. Võ sư Trần Hưng Hiệp được sự truyền thụ võ công của cha nên cũng đã nhanh chóng nổi tiếng giới võ thuật. Tuy nhiên đến năm 1996, anh Hiệp bị tai nạn đã qua đời, hiện tại một người con trai anh Hiệp cũng đang nối nghiệp cha và ông.

## Cái chết
Năm 2014, những người dân phường Thanh Xuân Trung phát hiện một thi thể đang trong quá trình phân hủy dưới hố nước gầm đường vành đai 3 trên cao - Khuất Duy Tiến - Hà Nội. Công an phường Thanh Xuân Trung đã xác định được danh tính thi thể người tử vong là Trần Hưng Quang. Một số công nhân dọn cắt tỉa cây xanh đã phát hiện một xác người đàn ông dưới cống thoát nước gầm đường trên cao nhiều khả năng nạn nhân đi bộ đã sa chân xuống hố ga không đậy nắp. Thời điểm đó mực nước lên cao do ảnh hưởng của mưa bão đã khiến ông tử vong.